# Hermann Wiggers
Hermann Wiggers (7 aprile 1880 – 27 luglio 1966) è stato un calciatore tedesco, di ruolo difensore.